# Vaniity
Delilah "Vaniity" Kotero (Uruapan, Mèxic, 26 de juliol de 1973) és una actriu transsexual mexicana.

## Vida
La seva família va emigrar als Estats Units quan ella tenia set anys, establint-se en Sunnyvale, al Nord de Califòrnia. La seva família és gran, posseeix sis germans i quatre germanes, i prové de l'ètnia tarascos, d'acord amb Vaniity, ella era un nen efeminat que inconscientment sabia que creixeria per convertir-se en una dona.

## Aspecte físic
Actualment és transsexual i no pretén fer-se cirurgia de reassignació de sexe. La seva principal raó per a la seva decisió és la por a perdre sensibilitat genital i deixar de poder tenir un orgasme.

## Filmografia
Té una vasta filmografia, a més de participacions especials en sèries i documentals com The Man Xou, Pornucopia, The Howard Stern Xou i Sexcetera.
- Transsexual Prostitutes 8 (1998)
- Sexual Transsexuals (1998)
- Sexual Transsexuals 3 (1998)
- Sexual Transsexuals 5 (1999)
- World's Greatest Transsexual Orgy (1999)
- Transsexual Prostitutes 9 (1999)
- Transsexual Gang Bangers (1999)
- Joey Silvera's Rogue Adventures 4 (2001)
- Transsexual Prostitutes 17 (2001)
- Best Of Transsexual Prostitutes (2001)
- Joey Silvera's Rogue Adventures 13 (2001)
- Transsexual Prostitutes 19 (2002)
- Virtual Vanity (2002)
- Transsexual Gang Bangers 4 (2003)
- Joey Silvera's Rogue Adventures 20 (2003)
- Tight Tranny Ass 3 (2003)
- She Male Strokers 5 (2003)
- Vanity's Double Reverse Gang Bang (2003)
- Trans X 6 (2004)
- Best Of Vanity (2004)
- Something Extra 2 (2004)
- Joey Silvera's Rogue Adventures 13: Road Trip (2004)
- Best Of Transsexual Gang Bangers 1 (2004)
- Transsexual Prostitutes 27 (2004)
- The Chick Magnet (2005)
- Joey Silvera's Rogue Adventures 26 (2005)
- Vanity Superstar (2005)
- Belladonna: Fetish Fanatic 3 (2006)
- Trantastic (2006)
- Joey Silvera's Rogue Adventures 27 (2006)
- Joey Silvera's Rogue Adventures 29 (2006)
- Best Of Transexual Prostitutes 2 (2006)
- Up Close And Virtual With Vaniity (2007)
- Transsexual Babysitters 2 (2007)
- Dirty Shemale Sluts 3 (2007)
- America's Next Top Tranny (2007)
- She Male Fuck Fest 3 (2007)
- She Male XTC 1 (2007)
- Rogue Adventures 30 (2007)
- Dirty Shemale Sluts 6 (2008)
- Dirty Shemale Sluts 7 (2008)
- Vanity Exposed (2009)
- A Tranny Story (2009)
- 1st Equipo With A Tranny 2 (2009)
- America's Next Top Tranny: Season 5 (2009)
- Big Ass She Male All Stars 6: Girls With She Males (2009)
- Best Of Vaniity (2009)
- Shemale Pornstar: A Shemale Es All Seasons (2010)
- She Male XTC 8 (2010)
- USA T-Girls 2 (2011)
- Rogue Adventures 37 (2011)
- Next She-Male Idol 3 (2011)
- Transsexual Superstars: Sarina Valentina (2011)
- American Tranny (2011)
- USA T-Girls 4 (2012)
- Mia Isabella Want Some Honey? 2 (2012)
- Big Tit She-Male X (2012)
- Pinup T-Girls 2 (2012)
- True History Of She-Male Cock (2012)